# Lista de espécies do gênero Corallina
Corallina Linnaeus, 1758  é o nome botânico de um gênero de algas vermelhas marinhas, pluricelulares, da família Corallinaceae, subfamília Corallinoideae.
Atualmente apresenta 17 espécies taxonomicamente válidas:

## Espécies
- Corallina armata J.D. Hooker & Harvey, 1847
- Corallina berteroi Montagne ex Kützing, 1849

= Corallina berteroi Montagne, 1849
= Arthrocardia capensis Areschoug, 1852
= Corallina berteroana Montagne, 1854
= Cheilosporum capense (Areschoug) De Toni, 1905
= Corallina capensis (Areschoug) Yendo, 1905
- Corallina binangonensis Ishijima, 1944
- Corallina confusa Yendo, 1902
- Corallina cuvieri J.V. Lamouroux, 1816
- Corallina elongata J. Ellis & Solander, 1786

= Corallina officinalis var. mediterranea (Areschoug), Hauck
= Corallina deshayesii Montagne, 1846
= Corallina mediterranea J.E. Areschoug, 1852
= Corallina officinalis var. mediterranea Kützing, 1858
- Corallina ferreyrai E.Y. Dawson, Acleto & Foldvik, 1964
- Corallina frondescens Postels & Ruprecht, 1840

= Arthrocardia frondescens (Postels & Ruprecht) J.E. Areschoug, 1852
= Joculator delicatulus Doty, 1947
= Corallina pinnatifolia var. digitata Dawson, 1953
= Bossiella frondescens (Postels & Ruprecht) E.Y. Dawson, 1964
- Corallina goughensis Y.M. Chamberlain, 1965
- Corallina hombronii (Montagne) Montagne ex Kützing, 1849

= Jania hombronii Montagne, 1845
- Corallina millegrana Lamarck, 1815
- Corallina muscoides Kützing, 1858
- Corallina officinalis Linnaeus, 1758

= Corallina calvadosii J.V. Lamouroux, 1816
= Corallina nana Zanardini, 1844
= Corallina officinalis f. vulgaris Kützing, 1858
= Corallina officinalis var. vulgaris Kützing, 1858
= Corallina compacta P.L. Crouan & H.M. Crouan, 1867
= Corallina officinalis f. profunda Farlow, 1881
= Corallina officinalis var. profunda Farlow, 1881
= Corallina officinalis var. nana (Zanardini) Ardissone, 1883
= Corallina officinalis var. compacta (P.L. Crouan & H.M. Crouan) Batters, 1902
= Corallina officinalis f. nana (Zanardini) Van Heurck, 1908
= Corallina officinalis var. flabellifera Schiffner, 1931
= Corallina officinalis f. compacta (P.L. Crouan & H.M. Crouan) Hamel & Lemoine, 1953
- Corallina panizzoi R. Schnetter & U. Richter, 1979

= Corallina officinalis f. fastigiata,  1849
- Corallina pilulifera Postels & Ruprecht, 1840

= Corallina officinalis f. pilulifera (P. & R.) Setchell & Gardner
= Corallina sessilis Yendo, 1902
= Corallina kaifuensis Yendo, 1902
- Corallina polysticha E.Y. Dawson, 1953
- Corallina vancouveriensis Yendo, 1902

= Corallina vancouveriensis f. densa Yendo, 1902
= Corallina gracilis f. densa F.S. Collins, 1906
= Corallina gracilis var. lycopodioides W.R. Taylor, 1945
= Corallina vancouveriensis var. aculeata (Yendo) Dawson, 1953
= Corallina vancouversensis var. lycopodioides (W.R. Taylor) E.Y. Dawson, 1953